# Sejenane
Sejenane (arabisch سجنان, DMG Saǧnān) ist eine tunesische Stadt im Gouvernement Bizerte mit 4.737 Einwohnern (Stand: 2004).

## Geographie
Etwa 60 Kilometer nordöstlich von Sejenane befindet sich die Stadt Bizerte. Umgeben wird Sejenane von Dawwar Mraf im Norden und von Sidi Abdallah Ben Saiden im Osten.